# Perris
Perris is een plaats (city) in de Amerikaanse staat Californië, en valt bestuurlijk gezien onder Riverside County.

## Demografie
Bij de volkstelling in 2000 werd het aantal inwoners vastgesteld op 36.189.
In 2006 is het aantal inwoners door het United States Census Bureau geschat op 51.397, een stijging van 15208 (42.0%).

## Geografie
Volgens het United States Census Bureau beslaat de plaats een oppervlakte van
81,6 km², waarvan 81,3 km² land en 0,3 km² water. Perris ligt op ongeveer 454 m boven zeeniveau.

## Plaatsen in de nabije omgeving
De onderstaande figuur toont nabijgelegen plaatsen in een straal van 16 km rond Perris.